# 徐培菁
徐培菁（1979年—），曾任中華民國電子競技運動協會理事長、台灣電子競技聯盟董事長。曾任中天電視新聞部社會線、政治線女記者，當記者期間曾經以採訪的方式體驗整形。離開媒體業後，2013年4月創立葳群廣告，之後因緣與華義國際大股東竣通投資內部熟識，進而被邀請加入華義國際經營團隊。竣通投資為竣通國際集團之總管理部。
2016年8月，連年虧損的華義國際於股東會後為大筆資金入主的金主竣通投資實質掌控，徐培菁以竣通投資授權法人代表身份接任董事長，但因本身不具備電子遊戲產業背景而引來不少國內同業質疑。但竣通投資高層認為，台灣在電玩產業已經走向鉅額投資的時代，不應於技術層面與國際大廠競爭，應著重於電競比賽、代理遊戲等行銷公關領域發展，有媒體與國際公關廣告經驗的人才比較適合。
2016年9月，徐培菁接任台灣電子競技聯盟董事長，同時也定調台灣電子競技聯盟不獨著重於舉辦電競賽事，轉型為電競產業鏈建構者。
2017年6月22日，徐培菁宣布辭去華義國際董事長，於公開信中表示任務已經完成，10個月內私募已經募得資金新台幣三億元到位。
2020年6月23日，徐培菁宣布辭去台灣電子競技聯盟董事長。2020年7月，徐培菁宣布辭去中華民國電子競技運動協會理事長。2022年3月，九州博弈集團總裁陳政谷捐助成立的翔谷慈善基金會聘徐培菁為董事長。
2024年5月，內政部警政署刑事警察局警政監林明佐涉嫌勾結九州博弈集團而被收押禁見，與林明佐交往中的徐培菁涉嫌替九州博弈集團向林明佐刺探偵查秘密而被列為被告。匿名人士向菱傳媒透露，徐培菁是前民主進步黨副秘書長黃建嘉的前妻，2013年民進黨臺中市市長黨內初選時徐培菁透過葳群廣告與新潮流系候選人蔡其昌建立極佳的關係，後來蔡其昌辦公室主任陳大鈞介紹徐培菁認識網銀國際高層，顯示徐培菁與國民黨的深厚關係。